# 瓦尔泽亚保利斯塔
瓦尔泽亚保利斯塔是巴西圣保罗州的一个市镇。总面积34.627平方公里，总人口100416人，人口密度2899.9人/平方公里。